# Oligoplites refulgens
Oligoplites refulgens е вид бодлоперка от семейство Carangidae. Видът не е застрашен от изчезване.

## Разпространение и местообитание
Разпространен е в Гватемала, Еквадор, Колумбия, Коста Рика, Мексико, Никарагуа, Панама, Перу, Салвадор и Хондурас.
Среща се на дълбочина от 0 до 18 m.

## Описание
На дължина достигат до 25 cm.